# Wildspitze
Wildspitze ( [ˈvɪltˌʃpɪʦə] ?) er det højeste bjerg i bjergkæden Ötztal Alperne i Østrig. Det er endvidere det næsthøjeste bjerg i Østrig efter Großglockner.
Wildspitze består af to bjergtinder: den stenede sydtinde på 3.770 moh og den isede nordtinde på 3.774 moh. Dens store antal af gletsjere og dens forholdsvis enkle ruter gør den populær blandt isklatrere (særligt nordsiden). Den første bestigning af den sydlige bjergtinde skete i 1848 af Leander Klotz, ligesom den højere nordlige bjergtinde også blev besteget første gang af Leander Klotz i 1861.